# Brigade al-Moutasem
La Brigade al-Moutasem, ou Liwa al-Moutasem, (arabe : لواء المعتصم) est un groupe rebelle de la guerre civile syrienne, fondé en 2015.

## Affiliations

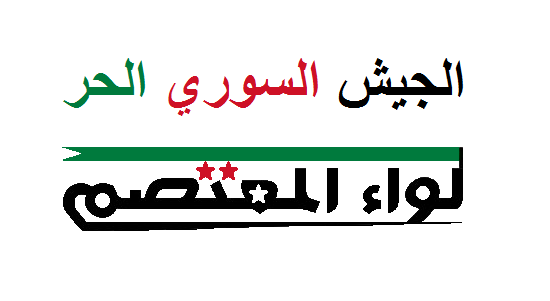
Drapeau de la Brigade al-Moutasem.

La Brigade al-Moutasem est formée le 4 août 2015 avec la fusion de la brigade Mutasim Billah et de plusieurs groupes rebelles de Marea. Elle tire son nom du calife abbasside Al-Moutasem et est affiliée à l'Armée syrienne libre,,.
Elle intègre la Chambre d'opérations de Marea en septembre 2014, et aussi la Chambre d'opérations Hawar Kilis en avril 2016.
Fin 2017, le groupe intègre l'Armée nationale syrienne.

## Idéologie
L'objectif du groupe est l'instauration d'une démocratie en Syrie,. Selon Stéphane Mantoux, agrégé d'Histoire et spécialiste du conflit irako-syrien, le site internet de la brigade présente ses objectifs : « l'unité parmi les rebelles anti-Assad et anti-EI pour établir une Syrie démocratique, libre de la tyrannie et des groupes terroristes. La brigade cherche aussi à former des cadres pour reconstruire le pays ».

## Effectifs et commandement
La brigade compte 400 à 500 hommes à l'été 2016, commandés par le lieutenant-colonel Mohammed Hassan Khalil, un déserteur de l'armée syrienne,,. La direction politique du mouvement est assurée par Mustafa Sejary, un ancien chef du Front révolutionnaire syrien. En avril 2017, un chef de la brigade, le capitaine Anis Haj, déclare que plusieurs combattants ont été recrutés et entraînés au cours des mois précédents et la brigade compte désormais 1 000 hommes.

## Zones d'opérations
Le groupe est actif dans le nord du gouvernorat d'Alep, principalement à Azaz,. De 2015 à 2017, il combat principalement l'État islamique, ainsi que les YPG dans une moindre mesure. Il participe activement à la bataille de Marea, puis à l'Opération Bouclier de l'Euphrate et à la bataille d'al-Bab.
En 2020, des combattants du groupe sont engagés en Libye, où ils prennent part à la bataille de Tripoli.

## Soutiens
Le groupe est soutenu par la Turquie et a reçu des armes, de l'entrainement et un soutien aérien des États-Unis,,.